# Nattens vargar (film, 1950)
Nattens vargar (originaltitel: Where the Sidewalk Ends) är en amerikansk kriminalfilm i film noir-genren från 1950 i regi av Otto Preminger, med Dana Andrews och Gene Tierney i huvudrollerna. Filmens manus är skrivet av Ben Hecht och bygger på romanen Night Cry av William L. Stuart.

## Handling
Mark Dixon (Dana Andrews) arbetar som kriminalpolis och har fått kritik för sin brutala behandling av brottslingar. Hans far var brottsling, vilket har medfört att han hatar kriminella. När polisen gör en razzia vid en spelhåla tappar Dixon humöret och slår av misstag ihjäl spelaren Ken Paine (Craig Stevens) som var misstänkt för dråp. 
Dixon försöker få det att se ut som om gangstern Tommy Scalise (Gary Merrill) ligger bakom, men på grund av Dixons knep blir istället den oskyldige taxichauffören Jiggs Taylor (Tom Tully) huvudmisstänkt. Taylor är far till Morgan Taylor (Gene Tierney), som var gift med Paine och som dessutom Dixon blir förälskad i. Dixon försöker komma på ett sätt att fria Jiggs från misstankarna utan att själv åka fast.

## Rollista
- Dana Andrews - Mark Dixon
- Gene Tierney - Morgan Taylor
- Gary Merrill - Tommy Scalise
- Bert Freed - Paul Klein
- Tom Tully - Jiggs Taylor
- Karl Malden - Lt. Thomas
- Ruth Donnelly - Martha
- Craig Stevens - Ken Paine

## Bakgrund
Nattens vargar är den sista i en serie av fyra filmer, samtliga i film noir-genren, som Otto Preminger gjorde för 20th Century Fox under 1940-talet. I filmserien ingick även Laura (1944), Fallen ängel (1945) och Damen bedyrar (1949).
Filmen är inspelad i New York och i Washington Heights på Manhattan.